# Herb Wysokich Tatr
Herb miasta Wysokie Tatry to obok flagi, jeden z głównych symboli tego miasta. Jego wygląd oraz posługiwanie się nim reguluje statut miasta Wysokie Tatry.

## Opis herbu
Zgodnie z ust. 26. pkt 2. i następne statutu miasta, opis herbu jest następujący: na tarczy barwy niebieskiej biały zarys masywu Krywania, który uważany jest za narodową górę Słowaków. Po jego prawej stronie położony jest niebieski kwiat goryczki.

## Użycie
Podobnie jak miejskiej flagi, herbu używa się do oznaczenia budynków, w których swoją siedzibę mają organy miasta, a więc urząd miasta, rada miasta oraz starosta. Dodatkowo, herb miasta może być umieszczany na:
- insygniach starosty,
- pieczęciach urzędowych,
- pieczęci miasta (na pieczęć składa się herb miasta oraz w otoku napis Mesto Vysoké Tatry),
- w nagłówkach dokumentów wydawanych przez organy miasta,
  - radę miasta,
  - policję miejską,
  - głównego kontrolera,
  - Dwutygodnik Tatrzański,
- budynkach, w których mają siedzibę organizacje społeczne związane z miastem,
- odznakach i mundurach policji miejskiej,
- strojach służbowych miejskich urzędników i sportowców,
- materiałach reklamowych związanych z promocją miasta i jego organów.